# Михайличенко Василь Федосійович
Василь Федосійович Михайличенко (1888, місто Єлисаветград, тепер Кропивницький — ?) — радянський діяч, новатор виробництва, робітник, майстер-ливарник Одеського верстатобудівного заводу імені Леніна. Депутат Верховної Ради СРСР 1-го скликання (з 1941 року).

## Біографія
Народився в багатодітній родині бідного шевця. З юних років наймитував, навчався у маляра. У 1900—1904 роках працював хлопчиком у магазині картин і рам.
У 1904—1910 роках — робітник Єлисаветградського заводу сільськогосподарських машин Ельворті.
У 1910 році призваний на військову службу до російської армії, служив у морському батальйоні. Після демобілізації повернувся до Єлисаветграду, де до 1914 року працював формувальником ливарного цеху заводу сільськогосподарських машин Ельворті.
У 1914—1917 роках — в російській армії, учасник Першої світової війни. Після повернення з фронту деякий час хворів.
З 1919 по 1924 рік служив у піхотному полку 15-ї Сивашської дивізії Червоної армії. Учасник громадянської війни в Росії.
У 1924—1925 роках — робітник Миколаївського суднобудівного заводу імені Андре Марті. У 1925 році переїхав до Одеси.
З 1925 року — ливарник, майстер, старший майстер ливарного цеху Одеського верстатобудівного заводу імені Леніна.
Член ВКП(б) з 1932 року.
Був обраний членом партбюро Одеського верстатобудівного заводу імені Леніна, членом бюро Воднотранспортного райкому КП(б)У міста Одеси. Також обирався головою загальнозаводського комітету Міжнародній організації допомоги борцям революції (МОДРу), заступником голови Воднотранспортного райкому МОДРу і членом президії Одеського обкому МОДРу. Депутат Одеської обласної ради І-го скликання.

## Нагороди
- орден Леніна (15.04.1939)
- медалі